# Turismo em Santa Catarina

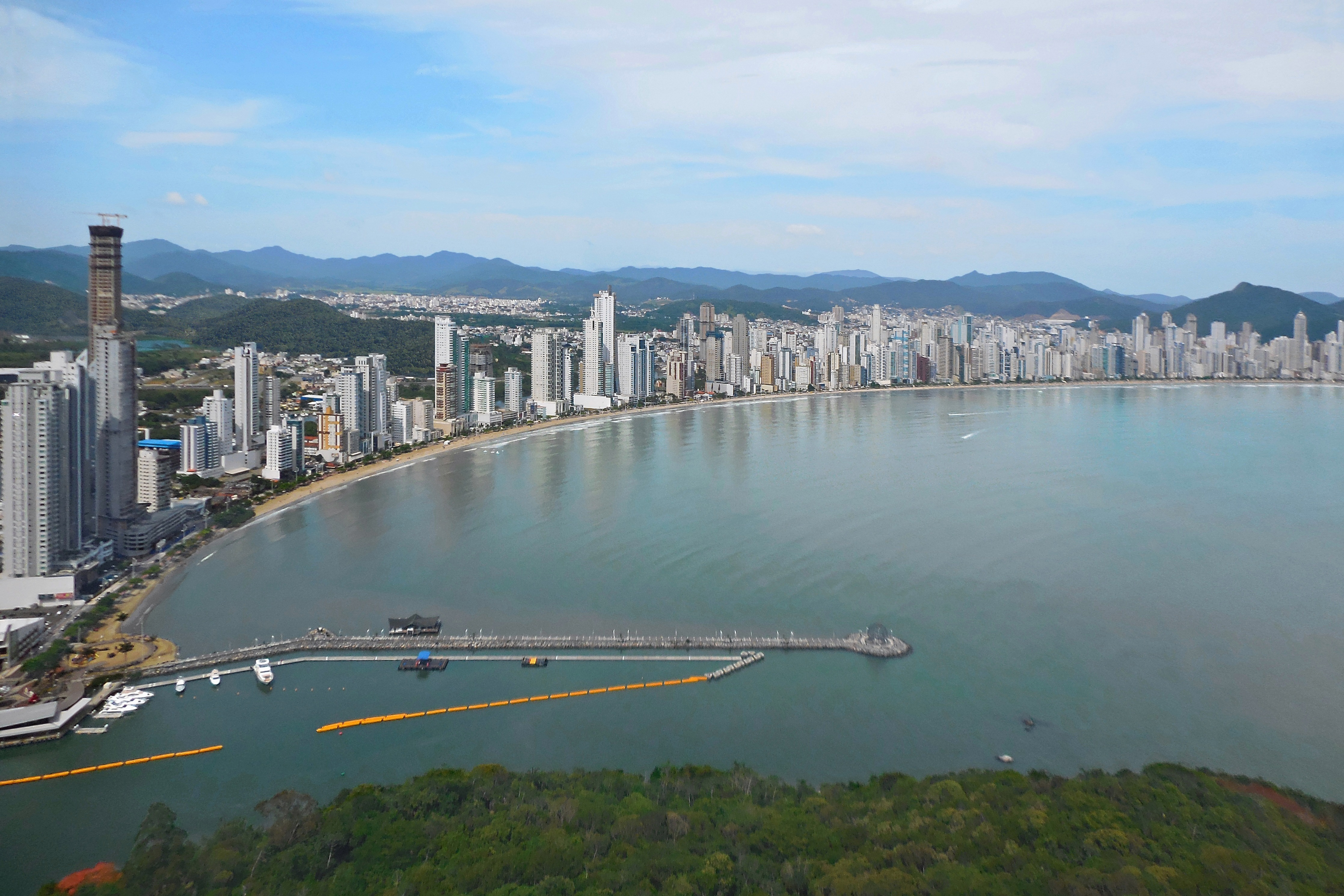
Balneário Camboriú, cidade turística catarinense

O turismo em Santa Catarina baseia-se nas características do território do estado, com serras e montanhas que se contrapõem ao litoral com suas praias, baías, enseadas e dezenas de ilhas. Na arquitetura, vários municípios mantêm as construções típicas da época da colonização enquanto suas maiores cidades, como Joinville, ao norte, e a capital Florianópolis, apresentam edificações contemporâneas. O estado oferece altas temperaturas no verão, que atraem inúmeros visitantes para suas praias, espalhadas por destinos como São Francisco do Sul, Itapema, Bombinhas, Garopaba, Balneário Piçarras e várias outras, além das lagoas situadas no sul catarinense. O turismo rural da Serra Catarinense é popular durante o frio inverno, com suas fortes geadas — às vezes acompanhadas por neve.